# Parameijerella lungleiensis
Parameijerella lungleiensis är en tvåvingeart som beskrevs av Cherian 1991. Parameijerella lungleiensis ingår i släktet Parameijerella och familjen fritflugor. Inga underarter finns listade i Catalogue of Life.